# Tomáš Majtán
Tomáš Majtán (* 30. März 1987 in Bratislava) ist ein slowakischer Fußballspieler. Der Stürmer steht seit 2018 beim österreichischen Klub ASK-BSC Bruck/Leitha unter Vertrag.

## Vereinskarriere
Majtán spielte in seiner Jugend für Inter Bratislava. Den ersten Profivertrag bekam er auch bei Inter Bratislava, wo er drei Jahre unter Vertrag stand. Majtán ist von Februar bis Dezember 2009 seitens des FC Petržalka 1898 ausgeliehen worden. Im Februar 2010 erhielt Majtán beim MŠK Žilina einen Vertrag für dreieinhalb Jahre. Majtán wurde mit der Mannschaft slowakischer Fußballmeister 2009/10 und spielte bei allen sechs Spielen seines Vereins in der Gruppenphase der UEFA Champions League 2010/11, zusammen mit der Qualifikation spielte Majtán zwölfmal und hat ein Tor gegen Spartak Moskau erzielt. 2012 wurde er an den tschechischen Erstligisten Baník Ostrava ausgeliehen, wo er in neun Ligaspielen drei Tore erzielen konnte. Nach seiner Rückkehr zum MŠK Žilina war er nicht immer Stammspieler und wechselte im März 2014 nach Polen zu Górnik Zabrze. Für Górnik bestritt er in der Rückrunde der Saison 2013/14 insgesamt fünf Ligaspiele und konnte nicht überzeugen. Zur Saison 2014/15 wechselte er wieder zurück in die Slowakei zum FK Senica. Es folgten weitere Stationen in Tschechien, Italien und Ungarn, ehe er sich im Sommer 2018 dem Drittligisten ASK-BSC Bruck/Leitha in der österreichischen Regionalliga Ost anschloss. 2019 kehrte er zu seinem Jugendverein Inter Bratislava zurück.

## Nationalmannschaft
Majtán bestritt dreizehn Spiele für die slowakische U-21 Nationalmannschaft und erzielte dabei ein Tor.

## Erfolge
- Slowakischer Meister: 2010, 2012
- Slowakischer Pokalsieger: 2012
- Slowakischer Superpokalsieger: 2010